# Jagged Little Pill Acoustic
| Recensione | Giudizio |
| ---------- | -------- |
| AllMusic   |          |

Jagged Little Pill Acoustic è un album della cantante canadese Alanis Morissette, pubblicato nel 2005.

## Descrizione
Si tratta della riedizione in chiave acustica del più celebre album della cantante, Jagged Little Pill, frutto del riarrangiamento dei brani classici che hanno lanciato la rockstar nell'universo musicale nel giugno 1995 e l'hanno portata a vendere oltre 30 milioni di copie dei suoi album. Le nuove versioni bandiscono l'uso della chitarra elettrica e introducono violini, campanellini, archi e mantengono invece l'armonica a bocca della Morissette.
L'album è stato lanciato, come lo è stato l'originale nel 1995, il 13 giugno 2005 in anteprima solo nei negozi Starbucks negli Stati Uniti, scatenando le polemiche degli altri rivenditori che per protesta hanno tolto dai loro negozi gli altri CD della cantante; il lavoro è disponibile nel resto del mondo a partire dal 26 luglio 2005.

## Tracce
1. All I Really Want - 5:24
2. You Oughta Know - 4:58
3. Perfect - 3:26
4. Hand in My Pocket - 4:32
5. Right Through You - 3:40
6. Forgiven - 4:43
7. You Learn - 4:10
8. Head Over Feet - 4:17
9. Mary Jane - 5:08
10. Ironic - 3:57
11. Not the Doctor - 4:26
12. Wake Up - 9:56
  - Your House – traccia fantasma

## Musicisti
- Alanis Morissette - voce, armonica a bocca
- David Levita - chitarra, mandolino
- Jason Orme - chitarra
- Cedric Lemoyne - basso
- Zac Rae - pianoforte, tastiere, organo
- Blair Sinta - batteria, percussioni, maracas
- Ralph Morrison - violino
- Sara Parkins - violino
- Roland Kato - viola
- Steve Erdody - violoncello

## Classifiche
| Classifica (2005) | Posizione massima |
| ----------------- | ----------------- |
| Australia         | 21                |
| Austria           | 9                 |
| Belgio (Fiandre)  | 19                |
| Belgio (Vallonia) | 6                 |
| Francia           | 8                 |
| Germania          | 15                |
| Italia            | 38                |
| Paesi Bassi       | 16                |
| Regno Unito       | 12                |
| Spagna            | 42                |
| Stati Uniti       | 50                |
| Svizzera          | 5                 |